# 淮阳区
33°43′59″N 114°51′00″E / 33.73306°N 114.85000°E
淮阳区是中华人民共和国河南省周口市下辖的一个市辖区，位于周口中部，河南省的东部，旧称陈、宛丘、淮宁。區人民政府駐羲皇大道中段。

## 历史沿革
淮阳位于黄河文明的中心，历史悠久。传说伏羲、神农在此建都，陈这个名字传说也是从神农开始的。西周时在此地设陈国。春秋时期楚国灭陈后为楚国属地，战国时期楚頃襄王時，楚郢都被秦國攻陷後，此地一度成為楚國都城，即陈郢，今陈楚故城。陈郢为楚国都城，直至楚考烈王後期遷都至寿郢為止。
秦朝时置陈县，并为陈郡郡治所在。秦末，陈胜领导的农民军于公元前209年攻占陈县，并在此地建立张楚政权。西汉高祖十一年（前196年）设立淮陽國，淮阳得名。东汉章和二年（88年）改置陈国。曹魏时期置陈郡，西晋时陈县改属梁国，并为豫州州治。东晋十六国时期，先后为后赵、前燕、前秦、东晋等政权据有。南北朝时期，刘宋政权一度据有此地，置陈郡。后为北魏据有，属司、豫州二州境。东魏时属北扬州所辖。北齐在此设陈郡，并为信州州治，北周时改信州为陈州。隋朝开皇初年改县名为宛丘，不久废除陈郡。大业初年置淮阳郡，以宛丘县为郡治。唐朝复置陈州，宛丘县为州治。五代时期，先后为后梁、后唐、后晋、后汉、后周据有，均置陈州。北宋仍置陈州，治所设于宛丘县，属京西北路。宣和元年（1119年）升陈州为淮宁府，宛丘成为府治。金朝时复为陈州，州治驻宛丘县，属南京路，元朝因袭金制。明朝时将宛丘县省入陈州，属开封府。清初袭明制，为开封属州。雍正二年（1724年）将陈州升为直隶州，十二年（1734年）又升为府，置淮宁县为府治。中华民国时期，1913年裁陈州府，改淮宁县为淮阳县，1914年划归开封道管辖，1932年划归河南省第七行政督察区，并为专署驻地。
中华人民共和国成立后，淮阳县先属淮阳专区管辖，为专署驻地。1953年1月，淮阳专区撤销，淮阳县归商丘专区管辖。1958年12月，商丘专区撤销，淮阳改属开封专区，至1961年12月商丘专区恢复，又改属商丘专区。1965年5月，淮阳县被划归新成立的周口专区。此后淮阳先后属周口专区、周口地区及地级周口市管辖至今。2019年7月，经国务院批准撤县设区，撤销淮阳县，并设立周口市淮阳区。

## 人口
根據第七次全國人口普查結果，截至2020年11月1日零時，淮陽區常住人口1022322人。

## 地理
淮阳位于周口市中部，北与太康县搭界，东与鹿邑县、郸城县、沈丘县毗邻，南与项城市、商水县接壤，西与川汇区、西华县相连。淮阳全境为沙颍河北岸的冲积平原，地势平坦，由西北向东南略微倾斜，海拔在40-50米之间，以耕地为主。全县有大小河道60余条，其中主要河道14条，属淮河水系。最大的河流为沙颍河，境内长41.8公里。
淮阳年平均气温为14.8°C，年平均降雨量为726.5毫米，平均无霜期为215天。

## 行政区划

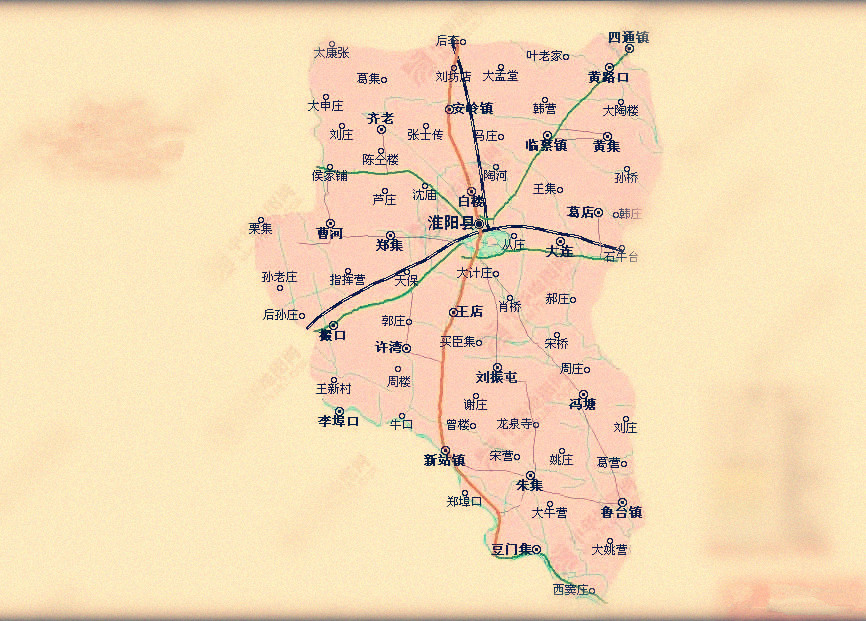
淮阳县地图

淮阳区下辖2个街道办事处、8个镇、9个乡：。8个镇（城关回族镇、新站镇、鲁台镇、四通镇、临蔡镇、安岭镇、白楼镇、刘振屯镇）、9个乡（豆门乡、朱集乡、冯塘乡、大连乡、葛店乡、黄集乡、齐老乡、曹河乡、郑集乡），2个场（农场、原种场），2个办事处（柳湖街道办事处、王店街道办事处），共467个行政村。

## 交通
郑阜高速铁路从境域南部穿过，设有淮阳南站，为境内的主要铁路客运车站。
 商南高速斜穿淮阳境内，为主要的高速公路。 宁洛高速和 大广高速亦分别从境域的南部和西部经过。此外， 106国道、 344国道、 321省道、 322省道、 323省道、 324省道等国道及省道干线亦从境内经过。

## 经济
2019年，全区完成生产总值270.81亿元，其中第一产业52.01亿元，第二产业118.17亿元，第三产业100.63亿元。人均生产总值34,321元。
淮阳经济上以农业为主，耕地面积145.5万亩，有“豫東大糧倉”之稱。但由於農業生產技術水準未能充分現代化，逢天災就會極端歉收，曾被列為國家級貧困縣。主要粮食作物有小麦、玉米、大豆、红薯等。特产有淮阳黄花菜，为中国地理标志产品。

## 旅游
- 伏羲太昊陵
- 陈胡公陵园
- 龙湖风景区
- 中华姓氏博物院
- 平粮台
- 画卦台
- 弦歌台
- 五谷台
- 董阁庙